# Erkki Pohjola
Erkki Kalevi Pohjola, född 4 januari 1931 i Ylistaro, död 19 januari 2009 i Esbo, var en finländsk musikpedagog och kördirigent. Han är bror till Liisa Pohjola och far till Seppo Pohjola.
Pohjola grundade Tapiolakören och var dess dirigent mellan 1963 och 1994. Han utvecklade sina pedagogiska idéer efter ett möte 1964 med Zoltán Kodály.
Han tilldelades Pro Finlandia-medaljen 1991.

## Utmärkelser
- Pro Finlandia-medaljen av Finlands Lejons orden,  1991[3]
- Riddartecknet av Finlands Vita Ros’ orden[4]

[Redigera Wikidata]